# Gustaf Widén
Gustaf Johan Widén, född 29 oktober 1950 i Mariehamn, är en finlandssvensk författare och journalist. Widén var 1971-74 redaktör vid tidningen Åland, 1974-76 kulturreporter vid Borgåbladet, 1976-91 kulturchef vid denna tidning. Widén var 1992-2000 litterär redaktör och 1997-2000 därtill kulturchef vid Hufvudstadsbladet. Han har därefter verkat som fri publicist, bland annat som kolumnist i flera tidningar och tidskrifter. 
Widén utgav 1980 essäsamlingen Syrenbacken och har därtill publicerat boken Vem älskar HBL? (2000), där han  bland annat skildrar den konflikt med redaktionsledningen som ledde till att han avgick som kulturchef.